# Słomczyn (powiat grójecki)
Słomczyn – wieś sołecka w Polsce położona w województwie mazowieckim, w powiecie grójeckim, w gminie Grójec.

## Opis
Wieś szlachecka Słączyno położona była w drugiej połowie XVI wieku w powiecie grójeckim ziemi czerskiej województwa mazowieckiego. W latach 1975–1998 miejscowość należała administracyjnie do województwa radomskiego.
Miejscowość leży przy drodze krajowej nr 50 i wzdłuż niewielkiej rzeki Molnicy. Na zachód od wsi znajduje się dawny przystanek kolejowy Słomczyn na linii kolei grójeckiej, który w 1991 roku obsługiwał rozkładowy ruch pasażerski.
Na południe od wsi znajduje się Autodrom Słomczyn − tor wyścigowy dostosowany do zawodów kartingowych, motocyklowych, samochodowych i rallycross.
Słomczyn był siedzibą giełdy samochodowej, przedstawionej m.in. w materiale Polskiej Kroniki Filmowej nr 45 z 1994 r. pt. „Za stodołą w Słomczynie”.